# Najla Tueni
Najla Tueni-Maktabi (ur. 31 sierpnia 1982 r. w Bejrucie) – libańska dziennikarka (An-Nahar), lewicowa działaczka polityczna, związana z Sojuszem 14 Marca, córka Dżubrana Tueniego i Mirny Murr, wnuczka Michela Murra. W 2009 r. została wybrana jako najmłodsza deputowana libańskiego Zgromadzenia Narodowego. W tym samym roku zawarła na Cyprze cywilny związek małżeński z prezenterem telewizyjnym, Malekiem Maktabim. W swojej działalności publicystycznej i politycznej opowiada się za świeckim charakterem państwa i rezygnacją z dominującej roli religii w życiu publicznym Libanu.